# Makarjovo
Makarjovo (ukrajinsky Макарьово, maďarsky Makarja) je obec v mukačevské městské komunitě, v mukačevském okrese Zakarpatské oblasti Ukrajiny. V roce 2025 zde žilo 1753 obyvatel. Osadou obce Makarjovo je Barbovo. V roce 2025 žilo v celé obci 2701 obyvatel.

## Historie
Obec byla založena v roce 1700. V roce 1910 zde žilo 1372 obyvatel (1241 Rusínů, 77 Maďarů, 39 Němců). Do Trianonské smlouvy patřilo sídlo pod názvem Makarja k Uherskému království, poté pod názvem Makarjovo k Československu. Od roku 1945 patřilo Makarjovo Ukrajinské sovětské socialistické republice, která byla součástí Sovětského svazu, nakonec od roku 1991 samostatné Ukrajině.

## Pamětihodnosti
- Řeckokatolický dřevěný chrám Ochrany Matky Boží